# Buurtzorg
Buurtzorg est une entreprise néerlandaise à but non lucratif de soins infirmiers à domicile créée en 2006 par Jos de Blok.

## Histoire et données
L'ancien infirmier pendant seize ans puis cadre dans le domaine de la santé Jos de Blok fonde en 2006 l'entreprise. En janvier 2020, elle compte 10 000 infirmiers et 65 000 patients aux Pays-Bas.
Le chiffre d'affaires est de 400 M€ en 2017.
En dehors du personnel médical, Buurtzorg comptait en 2017 une cinquantaine de personnes à son siège et dix-huit coaches.

## Management
Buurtzorg est connue pour avoir chamboulé le secteur des soins à domicile. L'entreprise repose sur des équipes de soins de proximité, composées de cinq à douze infirmiers, sur un territoire donné. Il en existe environ 4 000 aux Pays-Bas. Le territoire compte entre quinze et vingt mille personnes, et chaque équipe prend en charge quarante à soixante patients. Les équipes sont en autonomie totale et sont invitées à partager leurs conseils aux autres via l'intranet de l'entreprise. Par rapport au système précédent où le personnel de santé devait effectuer des actes chronométrés générateurs d'anxiété et sans possibilité de dialogue, Buurtzorg s'est imposée et contrôle en 2018 70 % des soins à domicile,,.

### Analyse
Pour Frédéric Laloux, Buurtzorg est un exemple d'entreprise relevant du Paradigme opale, c'est-à-dire qu'elle repose sur l'auto-gouvernance et la responsabilisation des employés.

### Dans d'autres pays
Le modèle de Buurtzorg a été mis en place dans vingt-quatre pays du monde.